# Recardães
Recardães é uma povoação portuguesa do Município de Águeda que foi sede da Freguesia de Recardães, freguesia que tinha 7,53 km² de área e 3 554 habitantes (2011), e, por isso, uma densidade populacional de 472 hab / km².
A Freguesia de Recardães em 2013 foi agregada à Freguesia de Espinhel, no âmbito de uma reforma administrativa nacional, para formar uma nova freguesia denominada União das Freguesias de Recardães e Espinhel, da qual se mantém sede.

## Etimologia
O topónimo Recardães assume-se como nome da região, formada por um conjunto de aglomerados, mas nenhum deles se chama Recardães. O termo parece então derivar do nome de um rei Visigodo chamado Recaredo (Recaredo por sua vez virá de Rik, que significa "Rei" [tribal]), que reinou entre 580 e 601, e do sufixo “anes” a designar posse. Assim surge Recaretanes, depois Recardanes (registro de 981), e por fim Recardães.

## História[2]
A origem de Recardães perde-se no tempo, não havendo documentos que permitam balizar etapas fundamentais da sua evolução até ao século IX.
A existência de aglomerados populacionais com o nome de Crasto (metátese do latim castrum) de S. Jorge e Crasto de Além sugerem-nos a existência de defesas castrejas.
A configuração do local onde se diz ter existido esse tipo de fortificação parece apontar para essa ideia. De facto, os castros estavam quase sempre situados no alto dos montes, de acesso difícil, combinando-se com as condições naturais dos terrenos. Acresce o facto de os castros se situarem à beira de cursos de água, o que facilitava a comunicação fluvial e o abastecimento das populações militares.
É também muito possível que nesse tempo o mar se estendesse até muito perto desta região. 
Quanto ao povoamento, apresenta-se, em princípio, ligado ao povoamento das vizinhanças do Vouga, onde é suposto ter existido a cidade de Talábriga, agora estação arqueológica do Cabeço do Vouga. A partir do século X, há uma série de registos que inscrevem Recardães numa história de doações e donatários. Em 981, um terço da vila de Recardães é doado por Fernando Sandines e sua mulher ao mosteiro de Lorvão, cumprido a promessa que fizera a seu irmão Sandino Soares de entregar a herdade, que incluía a “villa” de Recardães, a igrejas e mosteiros. Um outro terço é dado ao mesmo mosteiro por D. Gonçalo Mendes.
Em 1018, parte de Recardães pertencia ao presbítero Zalama, que aí construiu uma igreja. Entre 1037 e 1065, Recemundo Maurelis, opulento proprietário desta região, doa outra parte de Recardães ao mosteiro da Vacariça, que D. Raimundo, conde e príncipe da Galiza (que incluía o norte de Portugal atual), doa posteriormente, em 1094, à Sé de Coimbra, onde nesta altura residia acidentalmente. Em 1150, D. Afonso Henriques doou-a à Ordem.
Em 1374 sabe-se que Recardães é já município com carta de jurisdição para ter juízes, jurados e meirinhos. Em 1453 é doada com jurisdição cível e crime a Nuno Martins da Silveira, como paga do seu serviço no Norte de África.
Em 1514, D. Manuel deu o senhorio de Recardães a Luís Silveira, por carta régia de 06/11/1514, dois meses depois de ter dado foral de concelho também a Vacariça. Em 1596, Recardães estava ainda na Casa de Aveiro. Neste século, o município de Recardães abrangia Borralha, Paradela, Feiteira, Troviscal, Saima, Felgarosa, Ancas e Vila Nova (da Palhaça), que em 1836 ainda pertencia ao concelho de Recardães.
Em 1689, Recardães tinha dois juízes ordinários, três vereadores, um procurador do concelho, três tabeliães, um escrivão da Câmara e um da almotaceria.
Em 1787 foi passada carta régia para Juiz de Fora a Luís António Homem e Silva de Sousa, sendo nessa altura comarca e sede de município. A sede de audiência era na casa do próprio juiz ou na casa da câmara, junto ao que se supõe ser a cadeia. 
É já no século XIX que Recardães deixa de ser município, por ação do liberalismo, criando-se o município de Águeda. Até à data, este era constituído pelas freguesias de Recardães, Travassô, Valmaior, Ancas e Troviscal e tinha, em 1801, 2 786 habitantes.

## Geografia
Localizada no centro do município, Recardães tem como vizinhos Águeda a nordeste, Borralha a leste, Aguada de Cima a sueste, Barrô a sul e Espinhel a oeste. É ribeirinha do rio Águeda (margem esquerda), que a separa da localidade de Águeda.

## População
| População da freguesia de Recardães | População da freguesia de Recardães | População da freguesia de Recardães | População da freguesia de Recardães | População da freguesia de Recardães | População da freguesia de Recardães | População da freguesia de Recardães | População da freguesia de Recardães | População da freguesia de Recardães | População da freguesia de Recardães | População da freguesia de Recardães | População da freguesia de Recardães | População da freguesia de Recardães | População da freguesia de Recardães | População da freguesia de Recardães |
| ----------------------------------- | ----------------------------------- | ----------------------------------- | ----------------------------------- | ----------------------------------- | ----------------------------------- | ----------------------------------- | ----------------------------------- | ----------------------------------- | ----------------------------------- | ----------------------------------- | ----------------------------------- | ----------------------------------- | ----------------------------------- | ----------------------------------- |
| 1864                                | 1878                                | 1890                                | 1900                                | 1911                                | 1920                                | 1930                                | 1940                                | 1950                                | 1960                                | 1970                                | 1981                                | 1991                                | 2001                                | 2011                                |
| 991                                 | 989                                 | 904                                 | 953                                 | 979                                 | 872                                 | 1.111                               | 1.175                               | 1.278                               | 1.610                               | 1.952                               | 2.579                               | 2.749                               | 3.321                               | 3.554                               |

| Distribuição da População por Grupos Etários | Distribuição da População por Grupos Etários | Distribuição da População por Grupos Etários | Distribuição da População por Grupos Etários | Distribuição da População por Grupos Etários | Distribuição da População por Grupos Etários | Distribuição da População por Grupos Etários | Distribuição da População por Grupos Etários | Distribuição da População por Grupos Etários | Distribuição da População por Grupos Etários |
| -------------------------------------------- | -------------------------------------------- | -------------------------------------------- | -------------------------------------------- | -------------------------------------------- | -------------------------------------------- | -------------------------------------------- | -------------------------------------------- | -------------------------------------------- | -------------------------------------------- |
| Ano                                          | 0-14 Anos                                    | 15-24 Anos                                   | 25-64 Anos                                   | < 65 Anos                                    |                                              | 0-14 Anos                                    | 015-24 Anos                                  | 25-64 Anos                                   | < 65 Anos                                    |
| 2001                                         | 519                                          | 533                                          | 1 870                                        | 399                                          |                                              | 15,6%                                        | 16,0%                                        | 56,3%                                        | 12,0%                                        |
| 2011                                         | 507                                          | 399                                          | 2 043                                        | 605                                          |                                              | 14,3%                                        | 11,2%                                        | 57,5%                                        | 17,0%                                        |

Média do País no censo de 2001:   0/14 Anos-16,0%;  15/24 Anos-14,3%;  25/64 Anos-53,4%;  65 e mais Anos-16,4%
Média do País no censo de 2011:    0/14 Anos-14,9%;  15/24 Anos-10,9%;  25/64 Anos-55,2%;  65 e mais Anos-19,0%
(Fonte: INE)

## Lugares[5]
- Póvoas (Igreja, Laceira, Marta, Poço e Carvalha)
- Randam
- Brejo
- Fujacos
- Crasto
- Recardães
- Casainho de Cima
- Vale do Senhor
- Pinheiro Manso
- Além da Ponte
- Corga
- Sardão (parte)

## Património Edificado[6]
- Igreja de São Miguel (matriz): A actual reconstrução data do princípio do século XVIII. Integra-se na boa construção da zona do tipo seiscentista.
- Cruzeiro – século XVIII
- Casa Antiga – No sitio da Povoa da família Tavares Ferrão, reconstruída no século XIX, sineira datada de 1688 e o arco do cruzeiro de 1747.
- Capela de São Romão, a data de 1696 na sineira indicará a reconstrução.
- Capela de São Jorge – Crasto - reconstruída em 1908 século XVII. Relevo S. Jorge.
- Casa setecentista - Crasto
- Casa da Fontinha
- Solar da Póvoa de Recardães com capela
- Solar de São Romão
- Capelas de Nossa Senhora das Dores, de Nossa Senhora do Desterro e de São Francisco